# Дејвид Лич
Дејвид Лич (енгл. David Leitch; Колер, 16. новембар 1975) амерички је филмски режисер, продуцент каскадер, координатор каскадерстава и глумац. Свој редитељски деби имао је у акционом филму Џон Вик (2014) са Чедом Стахелским, иако је само Стахелски заслужан. Касније је режирао и филмове Атомска плавуша (2017), Дедпул 2 (2018), Паклене улице: Хобс и Шо (2019), Брзина метка (2022) и Каскадер (2024).